# Deep Six (singolo)
Deep Six è un singolo della rock band statunitense Marilyn Manson. Il brano è stato pubblicato nei negozi digitali il 16 dicembre 2014 come singolo di lancio del nono album di inediti della band, The Pale Emperor (2015). Un videoclip diretto da Bart Hess è stato pubblicato su YouTube. Il brano ha ottenuto grande successo presso le radio active rock americane ed ha raggiunto la posizione numero 11 della Billboard Mainstream Rock, diventando così il singolo della band arrivato in posizione più alta in quella classifica.

## Pubblicazione
Il brano è stato pubblicato come singolo a traccia unica sui principali negozi digitali il 16 dicembre 2014. Un singolo fisico speciale a doppio lato A contenente Third Day of a Seven Day Binge e Deep Six venne distribuito in esclusiva presso i negozi Best Buy negli Stati Uniti il 23 dicembre. Una piccola parte di questi CD conteneva anche una maglietta esclusiva.

## Videoclip
Un videoclip diretto dall'artista di textile design Bart Hess è stato pubblicato su YouTube il 19 dicembre per promuovere il singolo. Nonostante si sia spesso parlato di un largo utilizzo della computer grafica per la realizzazione del video, Hess ha affermato tramite il suo profilo Facebook che il video è stato realizzato "senza l'impiego di CGI". Il videoclip trae ispirazione dalla scena del film Beetlejuice in cui appare un serpente gigante su una scala a chiocciola, realizzato nel videoclip di Deep Six sfruttando progetti e disegni precedentemente creati dallo stesso Hess. Nel filmato appare anche la ballerina di burlesque Olivia Bellafontaine. Al 15 febbraio 2015, il videoclip su YouTube ha ricevuto oltre 3,4 milioni di visualizzazioni.
Il video è stato accolto positivamente dalla critica. Graham Hartmann di Loudwire l'ha confrontato con i precedenti lavori di Manson, dicendo che "ha creato alcuni dei più iconici e visivamente inquietanti videoclip che siano mai stati trasmessi su MTV e simili, ma "Deep Six" abbraccia una qualità minimalista con un pizzico di stravaganza fantascientifica, oltretutto". Music Times ha invece affermato che "Marilyn Manson [ha sempre amato] farvi sentire a disagio con la sua musica e i suoi video. Anche se [Deep Six] non è uno dei video più pazzi di Manson, riuscirà comunque a mettervi addosso i brividi. In senso positivo".

### Trama
Il video inizia con Manson in piedi di fronte ad uno sfondo completamente bianco, che canta la canzone indossando abiti da reverendo ma con i colori scambiati. Mentre Olivia Bellafontaine contorce il suo corpo nudo, una specie di serpente completamente nero fa la sua comparsa, prima di moltiplicarsi in varie parti. La strana forma cilindrica nera "mangia" lentamente il corpo di Bellafontaine, spezzandolo e rimettendolo insieme ripetutamente. Più avanti nel video, si scopre che lo strano serpente è guidato dalla testa di Manson. Un'altra scena del video sfrutta l'effetto dello specchio infinito. In una scena definita da Rolling Stone "fallica" , il "serpente" nero entra nella bocca di Manson, e subito dopo Manson "vomita" il serpente, che a sua volta "vomita" un serpente e così via all'infinito

## Tracce
Singolo digitale
1. Deep Six – 5:02 (testo: Manson – musica: Bates)

CD singolo esclusivo Best Buy
1. Third Day of a Seven Day Binge – 4:26 (testo: Manson – musica: Bates)
2. Deep Six – 5:02 (testo: Manson – musica: Bates)

## Classifiche
Il brano ha debuttato in posizione numero 33 della Mainstream Rock Chart di Billboard il 23 dicembre 2014, presentandosi come la "greatest gainer" di quella settimana, prima di raggiungere la 15ª posizione nella settimana del 14 febbraio 2015, diventando così il singolo della band dalla più alta posizione raggiunta in quella classifica sin dai tempi di The Dope Show del 1998. Nella classifica Active Rock statunitense, Deep Six ha invece debuttato in 46ª posizione con 186 passaggi radiofonici, salendo poi in 22ª posizione il 6 gennaio 2015 con 392 passaggi. Adam Farell, direttore creativo presso la Loma Vista Recordings, ha affermato che la performance eseguita dal brano a fine dicembre è stata una "gran bella partenza" poiché "queste sono stazioni che trasmettono le canzoni basandosi sulle reazioni che i fans hanno avuto", annunciando che il lancio ufficiale del singolo nelle radio è stato previsto per il mese di gennaio. Il 10 febbraio 2015, Deep Six ha raggiunto un nuovo traguardo salendo in decima posizione con 908 passaggi radiofonici.
| Classifica (2015)                           | Posizione massima |
| ------------------------------------------- | ----------------- |
| Canada Active Rock (America's Music Charts) | 38                |
| US Active Rock (America's Music Charts)     | 10                |
| US Hot Rock Songs (Billboard)               | 27                |
| US Mainstream Rock (Billboard)              | 11                |
| US Rock Digital Songs (Billboard)           | 31                |

## Date di pubblicazione
| Paese       | Data             | Formato           | Etichetta             | Fonti  |
| ----------- | ---------------- | ----------------- | --------------------- | ------ |
| Mondo       | 16 dicembre 2014 | Download digitale | Cooking Vinyl         | [ 7 ]  |
| Stati Uniti | 23 dicembre 2014 | CD                | Loma Vista Recordings | [ 8 ]  |
| Stati Uniti | Gennaio 2015     | Active rock radio | Loma Vista Recordings | [ 22 ] |

## Crediti e personale
- Registrato presso gli Abbattoir Studios di Studio City, in California
- Percussioni registrate da Gustavo Borner agli Igloo Studios di Burbank, California
- Missaggio a cura di Robert Carranza e Wolfgang Matthes, eseguito presso SPPP di Los Angeles
- Mastering a cura di Brian Lucey, eseguito presso il Magic Garden Mastering di Los Angeles

Personale principale
- Marilyn Manson – voce, percussioni, composizione, produzione
- Tyler Bates – basso elettrico, chitarra elettrica, arpeggione, tastiere, composizione, programmazione, produzione
- Gil Sharone – batteria

Personale tecnico
- Emma Banks – agente esecutivo
- Tony Ciulla – management
- Chris Daltson – agente esecutivo
- Dylan Eiland – programmazione supplementare
- Joanne Higginbottom – editing con Pro Tools
- Wolfgang Matthes – programmazione supplementare
- Rick Roskin – agente
- Laurie Soriano – legale

Crediti adattati dalle note presenti nella versione deluxe di The Pale Emperor.